# ウィリー・クランシー・サマー・スクール
ウィリー・クランシー・サマー・スクール（英: Willie Clancy Summer School、アイルランド語:  Scoil Samhraidh Willie Clancy ）はアイルランド最大の伝統音楽のサマースクールである。 イリアン・パイプス奏者ウィリー・クランシーの追憶として1973年から毎年開催されている。開催期間中、世界各地からやって来る数千近い生徒がアイルランド音楽やアイリッシュ・ダンスの専門家が教えるクラスに日々出席する。加えて、講演、コンサート、ダンス・ケイリーや展示会といった盛りだくさんのプログラムがサマースクールによって運営されている。
毎年7月の第1土曜日に始まる週に、全てのイベントがアイルランド共和国 クレア県の西海岸にある ミルタウン・マーベイ( アイルランド語: Sraid na Cathrach)で開かれる。スクールへの登録料は6つのクラス、全ての講演にコンサート(土曜日のコンサートだけは対象外)への参加と、その他にケイリー参加の割引を含んでいる。なお、講演、コンサート、ケイリーはどれも一般に公開されている。

## スクール
スクールは、1973年晩年のウィリー・クランシーと友人だったり同僚のミュージシャンだったりしたMartin Talty、Muiris Ó Rócháin、Harry Hughesといった地元の人々による委員会によって設立された。今やあらゆる人々がアイルランド伝統音楽を学び教わる場として評判になっている。日本やアルゼンチンといった遠くはなれた国々からも毎年人々がやって来る。生徒は子供やティーンエージャーだけでなく、大人もいる。年齢の区別なく全員がまとめられて演奏の腕前によってクラスに振り分けられる。また、例えばイリアン・パイプス のためのリード製作のワークショップに参加する一方で、コンサルティーナのクラスに参加するというように、期間中にいくつもの活動に参加することができる。
クラスは学校、ホテル、個人の家といった様々な会場で開かれる。生徒が希望すれば、期間中に講師を変えることもできる。講師は専門技術によって選ばれ、その多くが著名なアイルランド音楽や歌のミュージシャンである。

## The craic(楽しさ)
Craic agus ceol（ゲール語で「楽しさと音楽」の意）という言葉が、しばしばこのスクールの雰囲気の表現に使われる。開催期間中は賑やかさがミルタウンの町にやって来る。パブ、レストラン、通りといったあらゆるスポットでただ非公式な演奏が行われ、アイルランド伝統音楽を聴き楽しむ。聴衆は必ずしもクラスに出席している必要はない。たくさんの参加者が楽しさを求めて、異なる音楽的な多様性の様々な組み合わせでよく知られたホットスポットである地元のスパニッシュ・ポイント海岸にやってくる。参加者は、冗談の度合いのための1時間の睡眠を規則的にとる。ミュージシャンの集まりはセッションが開催され混みあったパブに通じている。いくつかの会場では同時に5つのセッションが開かれることもある。